# 肯德里克 (愛達荷州)
肯德里克（英語：Kendrick）是一個位於美國愛達荷州拉塔縣的城市。

## 地理
肯德里克的座標為46°36′52″N 116°39′01″W / 46.61444°N 116.65028°W，而該地的平均海拔高度為378米（即1240英尺）。

## 人口
根據2020年美國人口普查的數據，肯德里克的面積為0.98平方千米，當中陸地面積為0.93平方千米，而水域面積為0.05平方千米。當地共有人口288人，而人口密度為每平方千米293.88人。